# Шиллинг, Иосиф Михайлович
Иосиф Михайлович Шиллинг (укр. Йосип Михайлович Шилінг; 14 марта 1952, Вороблевичи — 20 февраля 2014, Киев) — активист Евромайдана. Герой Украины (2014, посмертно).

## Биография
Иосиф Шиллинг родился 14 февраля 1952 года. Родом из села Вороблевичи. Являлся членом Украинского Хельсинкского союза, а затем членом Украинской республиканской партии. По профессии был строителем. Последние годы ездил на заработки в Италию. Был членом еврейской общины Дрогобыча.
Застрелен снайпером во время событий Евромайдана у Октябрьского дворца. Похоронен на сельском кладбище.
1 июня 2014 года в помещении вороблевицкой школы, в которой учился Иосиф Шиллинг, открыта мемориальная доска так называемой Герою Небесной сотни.

## Награды
- Звание Герой Украины с удостаиванием ордена «Золотая Звезда» (21 ноября 2014 года, посмертно) — за гражданское мужество, патриотизм, героическое отстаивание конституционных принципов демократии, прав и свобод человека, самоотверженное служение Украинскому народу, проявленные во время Революции достоинства[3]
- Медаль «За жертвенность и любовь к Украине» (УПЦ КП, июнь 2015) (посмертно)[4]